# Anna Ranalli
Pour les articles homonymes, voir Ranalli.
Anna Ranalli, née le 21 janvier 1942 à San Benedetto del Tronto dans la région des Marches, est un mannequin, une chanteuse et actrice italienne, lauréate du concours Miss Europe en 1960.

## Biographie
Anna Ranalli naît à San Benedetto del Tronto dans la région des Marches en 1942. 
En 1960, elle est couronnée Miss Europe à Beyrouth au Liban, devenant la deuxième italienne à remporter ce prix après Eloisa Cianni en 1953.
Elle débute comme actrice et chanteuse en 1961. Au cinéma, pour son premier rôle, elle joue l'une des quatre sœurs de Tiberio Murgia dans la comédie Rocco e le sorelle de Giorgio Simonelli. Elle retrouve Simonelli et tourne pour lui dans le western comique I magnifici tre la même année.
En 1962, elle apparaît dans le péplum Maciste contro lo sceicco de Domenico Paolella avec l'acteur américain Ed Fury dans le rôle de Maciste. L'année suivante, après une courte apparition dans l'un des sketches de la comédie I 4 tassisti de Giorgio Bianchi, elle incarne la princesse Andromède dans le péplum Persée l'invincible (Perseo l'invincibile) d'Alberto De Martino.
Elle donne ensuite la priorité à son mariage et arrête ses différentes carrières artistiques.

## Filmographie

### Au cinéma
- 1961 : Rocco e le sorelle de Giorgio Simonelli
- 1961 : I magnifici tre de Giorgio Simonelli
- 1961 : Le ambiziose d'Antonio Amendola
- 1962 : Maciste contro lo sceicco de Domenico Paolella
- 1963 : I 4 tassisti de Giorgio Bianchi
- 1963 : Persée l'invincible (Perseo l'invincibile) d'Alberto De Martino

## Discographie partielle

### Singles
- 1961 : Il pullover / Patatina
- 1961 :  La pazza nel pozzo / Amore mio mao (face b)

## Prix et distinctions
- Miss Europe 1960.

## Source
- (en) Roy Kinnard et Tony Crnkovich, Italian Sword and Sandal Films, 1908–1990, Jefferson, McFarland, 2017, 256 p. (ISBN 978-1-4766-6291-6).